# Associazione Calcio Nardò 1965-1966
Questa voce raccoglie le informazioni riguardanti l'Associazione Calcio Nardò nelle competizioni ufficiali della stagione 1965-1966.

## Rosa
| N. |                   | Ruolo | Calciatore           |
| -- | ----------------- | ----- | -------------------- |
|    | Italia (bandiera) | A     | Francesco Assisi     |
|    | Italia (bandiera) | A     | Giosuè Basso         |
|    | Italia (bandiera) | A     | Luigi Bitetto        |
|    | Italia (bandiera) | D     | Amerigo Bronzini     |
|    | Italia (bandiera) | C     | Francesco Chiariatti |
|    | Italia (bandiera) | D     | Nicola Colucci       |
|    | Italia (bandiera) | C     | Gianfranco Comola    |
|    | Italia (bandiera) | C     | Piero Corsi          |
|    | Italia (bandiera) | C     | Mario Dal Molin      |
|    | Italia (bandiera) | C     | Vito De Francesco    |

| N. |                   | Ruolo | Calciatore         |
| -- | ----------------- | ----- | ------------------ |
|    | Italia (bandiera) | C     | Claudio Demenia    |
|    | Italia (bandiera) | P     | Franco Dinelli     |
|    | Italia (bandiera) | C     | Flaviano Granziero |
|    | Italia (bandiera) | A     | Sergio Ienco       |
|    | Italia (bandiera) | C     | Alessandro Nedi    |
|    | Italia (bandiera) | C     | Angelo Paticchio   |
|    | Italia (bandiera) | C     | Spiridione Povia   |
|    | Italia (bandiera) | D     | Giovanni Remini    |
|    | Italia (bandiera) | A     | Nicola Taiano      |
|    | Italia (bandiera) | D     | Nicola Ulivo       |